# Lugnano in Teverina
Lugnano in Teverina est une commune italienne de la province de Terni, dans la région Ombrie. Le village a obtenu le label des Plus Beaux Bourgs d'Italie.

## Économie
L'économie de la commune est liée à la production d'un vin blanc sec faisant partie de la DOC Orvieto. 

## Administration
| Période                                  | Période | Identité | Étiquette | Qualité |
| ---------------------------------------- | ------- | -------- | --------- | ------- |
|                                          |         |          |           |         |
| Les données manquantes sont à compléter. |         |          |           |         |

### Communes limitrophes
Alviano, Amelia, Attigliano, Graffignano.